# Ilyushin Il-12
Ilyushin Il-12 (tên ký hiệu của NATO Coach) là một máy bay vận tải hai động cơ của Liên Xô, được phát triển vào giữa thập niên 1940 cho hãng Aeroflot.

## Thiết kế và phát triển
Máy bay được dự định thay thế cho loại Lisunov Li-2, một phiên bản sản xuất theo giấy phép của Douglas DC-3. Máy bay mới có cách bố trí cổ điển cho một máy bay vận tải hai động cơ, với một cấu trúc kim loại, một tầng cánh, một bộ phận đuôi thông thường. Một cải tiến chính qua thiết kế Li-2 là cơ cấu bánh đáp 3 bánh, nó cho phép đạt tầm nhìn tốt hơn khi chạy trên đất và hạ cánh. Nó tăng thêm bề mặt cánh so với DC-3/Li2, điều này cần thiết vì để tăng thêm sức mạnh.
Máy bay có chuyến bay đầu tiên vào ngày 15 tháng 8-1945 , trang bị 2 động cơ diesel ACh-31 (1.500 hp mỗi chiếc). Sau đó người ta nhanh chóng quyết định sử dụng động cơ bố trí tròn Shvetsov ASh-82, máy bay sửa lại bay vào ngày 9 tháng 1-1946 .
Những vấn đề chính đã nảy sinh trong khi thử nghiệm, động cơ yếu và nó cần một thành chống thân phía sau để ngăn bị lật khi đang tải hàng  do vấn đề CG.
Thân máy bay có thể tích đáng kể, và lắp tới 8 cửa sổ hình chữ nhật ở mỗi bên. Phi hành đoàn gồm 3 người và máy bay có thể chở 32 lính, hoặc hàng hóa. Cũng có một phiên bản dân sự, mặc dù được thiết kế để chở 32 hành khách, nhưng chỉ có 21 chiếc được hoạt động trong hãng Aeroflot, bình thường chỉ có 18 chiếc chở khách. Điều này có nghĩa rằng việc sử dụng Il-12 để chở khách là không kinh tế. Có 663 chiếc Il-12 đã được chế tạo.
Sau đó Il-12 được cải tiến thành Ilyushin Il-14.

## Các phiên bản
- Il-12: Máy bay chở hành khách và hàng hóa hai động cơ.
- Il-12A: Ilyushin Il-12 không cải tiến.
- Il-12B: Ilyushin Il-12 cải tiến, lắp hệ thống chống đóng băng mới.
- Il-12D: Máy bay vận tải quân sự 2 động cơ cho Không quân Xô viết.

## Các quốc gia sử dụng
Bulgaria
- TABSO

 Czechoslovakia
- Czechoslovak Airlines

 People's Republic of China
- CAAC
- Không quân Quân giải phóng Nhân dân

 Poland
- LOT

 Romania
- TAROM

 Soviet Union
- Aeroflot
- Không quân Xô viết

## Thông số kỹ thuật (Il-12)
The Osprey Encyclopedia of Russian Aircraft from 1875 - 1995 

### Đặc điểm riêng
- Phi đoàn: 3
- Sức chứa: 32 lính hoặc 18-24 hành khách
- Chiều dài: 21.31 m (69 ft 11 in)
- Sải cánh: 31.7 m (104 ft 0 in)
- Chiều cao: 8.07 m [3] (26 ft 5⅝in)
- Diện tích cánh: 103 m² (1.109 ft²)
- Trọng lượng rỗng: 11.045 kg (24.350 lb)
- Trọng lượng cất cánh: n/a
- Trọng lượng cất cánh tối đa: 17.250 kg (38.029 lb)
- Động cơ: 2× động cơ bố trí tròn 14 xylanh làm lạnh bằng không khí ASh-82FNV, 1.380 kW (1.850 hp) mỗi chiếc

### Hiệu suất bay
- Vận tốc cực đại: 407 km/h (220 knots, 253 mph) trên 2.500 m (8.200 ft)
- Tầm bay: 1.500 km với 26 hành khách (810 nm, 932 mi)
- Trần bay: 6.500 m (21.325 ft)
- Vận tốc lên cao: 5.000 m/15 phút (16.400 ft/15 phút)
- Thời gian chịu được: 4.5 giờ
- Lực nâng của cánh: n/a
- Lực đẩy/trọng lượng: n/a

## Nội dung liên quan

### Máy bay có cùng sự phát triển
- Ilyushin Il-14

### Máy bay có tính năng tương đương
- Lisunov Li-2
- Douglas DC-3
- Boeing 247
- Junkers Ju 52
- Saab 90 Scandia